# Eldorbek Suyunov
Eldorbek Suyunov (12 aprile 1991) è un calciatore uzbeko, portiere del Neftchi Fergana.

## Carriera

### Nazionale
Ha esordito in nazionale nel 2013.

## Palmarès

### Competizioni nazionali
- Coppa dell'Uzbekistan: 3

Nasaf Qarshi: 2015
Paxtakor: 2019, 2020
- Supercoppa dell'Uzbekistan: 3

Nasaf Qarshi: 2016
Paxtakor: 2021, 2022
- Campionato uzbeko: 5

Paxtakor: 2019, 2020, 2021, 2022, 2023